# Nao Kodairaová
Nao Kodairaová (japonsky 小平 奈緒, Kodaira Nao; * 26. května 1986 Čino) je japonská rychlobruslařka.
Na mezinárodní scéně poprvé startovala v roce 2001, v dalších letech se ale účastnila téměř výhradně japonských závodů. Ve Světovém poháru debutovala v roce 2006, zúčastnila se Mistrovství světa na jednotlivých tratích 2007, kde se v závodě na 1000 m umístila na 13. místě. Na Mistrovství světa ve sprintu poprvé závodila v roce 2010 a skončila na 4. místě, o rok později šampionát dokončila na páté příčce. Na Zimních olympijských hrách 2010 startovala ve čtyřech závodech. Na trati 500 m byla dvanáctá, na kilometru a patnáctistovce pátá a ve stíhacím závodě družstev vybojovala s japonským týmem stříbrnou medaili. Zúčastnila se Zimních olympijských her 2014, kde se v závodě na 500 m umístila na pátém místě, na dvojnásobné trati byla třináctá. První cenný kov na světovém šampionátu získala na MS 2015 v závodě na 500 m, ve kterém skončila třetí. V sezóně 2014/2015 také zvítězila v celkovém hodnocení Světového poháru v závodech na 500 m. Na MS 2017 na distanci 500 m vyhrála a na kilometrové trati byla druhá, následně zvítězila i na sprinterském světovém šampionátu 2017. V sezóně 2016/2017 vyhrála v celkové klasifikaci Světového poháru v závodech na 500 m a rovněž v týmovém sprintu. Zúčastnila se Zimních olympijských her 2018, kde v závodě na 1500 m skončila na 6. místě, na trati 1000 m získala stříbrnou medaili a půlkilometrovou distanci vyhrála. Z Mistrovství světa na jednotlivých tratích 2019 si přivezla stříbro ze závodu na 500 m a bronz z dvojnásobné distance. Na následujícím sprinterském MS 2019 získala svoji druhou zlatou medaili z této akce. Na Mistrovství světa na jednotlivých tratích 2020 vyhrála závod na 500 m a následně vybojovala na sprinterském světovém šampionátu 2020 stříbro. V sezóně 2019/2020 zvítězila ve Světovém poháru v celkovém hodnocení závodů na 500 m. Startovala na ZOH 2022 (500 m – 17. místo, 1000 m – 10. místo).